# 石原剛
石原 剛（いしはら つよし、1978年4月12日 - ）は、京都を中心に活動する写真家でギャラリスト。既婚。作家名はヴィクター・マインレンダー（VECTOR MAINLANDER）。写真家の藤田一咲に師事。大叔父は洋画家の石原薫であり、画家家系。本人も一時期写実画家を目指すが断念、写真の世界に転向する。

## 来歴・作風
声優、デザイナー、商業カメラマン（広告写真、テーマパーク）、ラボマン、カメラ販売員などを経て、現在では有名カメラ雑誌などでカメラマンをしたり、アイドルや写真集のレタッチャーとしても活躍中。
代表作に「ペンステーション」(2003年)、「ゼーレヴェ」(2005年)、「スピード・オブ・サウンド」(2006年)、「バンビーノ」(2008年)、「イート・ミー、ドリンク・ミー」（2009年）、「ソネット」（2010年）、「ゼッタイリョウイキ」（2013年）、「sunny side honey bunny」(2013年)などがある。
作風は「耽美」且つ「憂い」を秘めた作品が多いが、有名カメラメーカーに店頭用サンプルなどを数多く提供しており、一般受けするような明るい作品も数多く存在する。
カメラのこだわりはさほどなく、フィルム、デジタルなんでも使うオールラウンダー。
主な被写体はロリィタに属するファッション写真やゴシックカルチャー俗にアングラと呼ばれるジャンル。
2017年に開設されたインスタグラムではスナップを中心に作品が更新されている。
フィルム、デジタル作品共にノスタルに青みを帯びた作品が多く、一部で「ヴィクターブルー」と称されている。
2011年から、自らを"妄執写真家"、また、2012年からは"二代目ましかく写真家"、2014年より"カラバッジョスキ"とも称しており、作品の世界観をより解りやすくする試みが見受けられる。
2008年、ましかく写真家藤田一咲との邂逅を経て自身初となる個展「Blue Very Gem」を開催。
2009年、ドローイングアーティスト佐藤玲との邂逅を経て自身2度目となる個展「Dark Blue Syrup Pan-cakes. x Girls in the Green Gardens」を2010年に開催。
2011年「Dark Blue Syrup Pan-cakes. ENCORE」を開催。
2014年10月より大阪・中崎町の彩珈楼にて写真教室を開講。※彩珈楼の閉店後は自身運営ギャラリーにて教室を開講、ギャラリー閉鎖後は休止。
2016年4月に京都・下京区で自身がギャラリストを務めるJabberwock gallery（ジャバウォック・ギャラリー）をオープン。※2017年3月 建物取壊しの為、移転。
2017年4月からは京都・東山区に同ギャラリーを移転、その後2020年4月にギャラリーを閉鎖。
現在はインスタグラマーとしてSNSでの作品公開を中心に行う傍ら、ユーチューバーとしてゲーム実況を自身のチャンネルで公開中。

## 人物
性格・人柄は明るくて人当たりの良い好人物で、どことなくヨーロッパ人を思わせる雰囲気をもっている。
（本人曰く「フェミニストでファシストでサディストでシニカルでスーサイド」とのこと）
率直に物を言う性格から、快く思わない人間も少なからずいる。
また、年間300本以上の映画を観る映画マニアで、その他にも海外ドラマ、アメリカンコミックが好き。
中でも好きな映画キャラクターは007のジェームズ・ボンド、コミックではMARVEL作品アイアンマンのトニー・スタークがお気に入りだと公言している。
これらの事もあり、自身でも公言しているが、かなりの女たらしキャラである。

## 略歴
- 1978年 - 4月12日京都にて誕生。
- 2005年 - 国際写真連盟に加盟。
- 2006年 - 国際写真連盟での活動を休止。
- 2007年 - ポラロイドカメラを使用した作品作りに取り組む。
- 2008年 - デジタルカメラによる作品作りを本格的に開始。作家名をVECTOR MAINLANDER(ヴィクター・マインレンダー)に改名。
- 2009年 - 二眼レフカメラによる作品作りを開始。
- 2010年 - 3月　アメーバブログにて「Juicy Color Photo-Holic**」を公開。
- 2013年 - 1月　第52回富士フイルムフォトコンテスト「自由写真部門」にて優秀賞を受賞。“第52回 富士フイルムフォトコンテスト　※入賞者一覧”. 2013年5月3日閲覧。
- 2013年 - 7月　玄光社MOOK刊行「彼女を素敵に撮る15の方法」(ISBN 978-4768304518) に撮影アシスタントとして参加。
- 2013年 - 12月　エイ出版社刊行「カメラマガジン 2014.1」(ISBN 978-4777930425) にコーナーカメラマンとして参加。
- 2014年 - 8月　エイ出版社刊行「カメラマガジン 2015.9」(ISBN 978-4777933259) にコーナーカメラマンとして参加。
- 2016年 - 4月　玄光社MOOK刊行「プライベートヌードフォト」(ISBN 978-4768307182) に撮影アシスタント及びレタッチャーとして参加。
- 2016年 - 11月　玄光社刊行「へん猫」(ISBN 978-4768307953) 解説を担当。
- 2017年 - 2月　玄光社MOOK刊行「フォトグラファーのためのセクシーポーズBOOK」(ISBN 978-4768308233) に撮影アシスタントとして参加。
- 2017年 - 5月　ピクトリコフォトコンテスト2016-2017「自由部門」にて入選。“ピクトリコ フォトコンテスト2016-2017＜自由部門＞結果発表　※入賞者一覧”. 2017年5月28日閲覧。
- 2017年 - 12月　玄光社MOOK刊行「フォトグラファーのためのセクシーポーズBOOK ベッド&バスルーム編」(ISBN 978-4768309247) に撮影ノートカメラマンおよびイラストレーターとして参加。
- 2018年 - 8月　モーターマガジン社刊行「月刊カメラマン 2018.09」(ASIN B07F7RSQN1)の特集ページに撮影アシスタントとして参加。
- 2020年 - 2月　ぴあＭＯＯＫ関西刊行「寿司と魚のおいしい店 関西版」(ISBN 978-4835636825) にカメラマンとして参加。

## 主な展示・イベント
- 2008年 - 11月　初個展「Blue Very Gem」を大阪・北区PHOTOPIAにて開催。
- 2010年 - 1月　個展「Dark Blue Syrup Pan-cakes. x Girls in the Green Gardens」を京都・祇園ぎゃらりぃ西利にて開催。
- 2010年 - 9月  大阪・中崎町one plus 1 gallery公募展「eros展」

大阪・中崎町彩珈楼公募展「マクロの決死圏」に参加。
- 2010年 - 11月  大阪・中崎町彩珈楼公募展「ロリィタ展」に参加。
- 2011年 - 1月　大阪・中崎町彩珈楼にてアンコール展「Dark Blue Syrup Pan-cakes. ENCORE」を開催。
- 2011年 - 5月  大阪にてSONY、RICOH、OLYMPUS協力によるワークショップを開催。
- 2011年 - 11月　神戸メリケン画廊公募展「ましかく展」に参加。

大阪・中崎町彩珈楼にて個展「突発的セルフポートレイト展七つの大罪と四終」、三人展「Going Gothic Guys」を開催。
大阪・中崎町one plus 1 gallery公募展「eros展 Vol.2」に参加。
- 2011年 - 12月　大阪・中崎町彩珈楼公募展「ロリィタ展 Vol.2」に参加。
- 2012年 - 2月　京都・河原町ギャラリー古都（旧コンタックスギャラリー）にて有志展「PSK(Vol.3)2012」に参加。
- 2012年 - 5月　神戸メリケン画廊公募展「オリンパス・ペン |オリンパスPEN/OM-D アートフィルターの世界』展」に参加。
- 2012年 - 6月  大阪・中崎町nearly equal gallery公募展「666710（ロクロクロクナナ展）」に参加。
- 2012年 - 9月  大阪・中崎町彩珈楼にてSONY協力によるワークショップを開催。
- 2012年 - 12月　大阪・中崎町彩珈楼公募展「ロリィタ展 Vol.3」に参加。
- 2012年 - 12月  京都・嵯峨嵐山にてフリーエディター鈴木文彦氏を迎えSONY及びTAMRON協力によるワークショップを開催。
- 2013年 - 2月　京都・河原町ギャラリー古都にて有志展「PSK(Vol.4)2013」に参加。
- 2013年 - 4月　東京・千駄木カフェギャラリー幻にて原点回帰個展（巡回展示）「Go home to home at TOKYO」を開催。“Cafe Gallery 幻 過去の展示 2013/4/1～2013/4/14”. 2013年5月3日閲覧。
- 2013年 - 4月　京都・四条SHIPSギャラリー KURAにて原点回帰個展（巡回展示）「Go home to home at KYOTO」を開催。“SHIPS GALLERY KURA イベントスケジュール 2013/4/25～2013/5/1”. 2013年5月3日閲覧。
- 2013年 - 5月　大阪・中崎町彩珈楼にて原点回帰個展（巡回展示）「Go home to home at OSAKA」を開催。
- 2013年 - 11月  大阪でフリーエディター鈴木文彦氏のワークショップ、トークイベントを開催。
- 2013年 - 12月　大阪・中崎町彩珈楼公募展「ロリィタ展 Vol.4」に参加。
- 2014年 - 3月　京都・河原町ギャラリー古都にて有志展「PSK(Vol.5)2014」に参加。
- 2014年 - 7月  大阪・江戸堀BEATS GALLERYにて有志展「NON COLOR -TOMMY-」に参加。
- 2014年 - 11月　大阪・中崎町彩珈楼にて三人＋一人展「the Amazing Adventure of American-portrait - Reverentislly to R.AVEDON -」を開催。
- 2014年 - 12月　大阪・中崎町彩珈楼公募展「ロリィタ展 Vol.5」に参加。
- 2015年 - 2月　東京・原宿デザインフェスタギャラリー原宿 WESTにてPHYSICAL GRAFFITI主催・有志展「ポラロイドの写真展 Beautiful Dreamer」に参加。
- 2015年 - 5月　東京・原宿デザインフェスタギャラリー原宿 EASTにてPHYSICAL GRAFFITI主催・有志展「PHYSICAL GRAFFITI -road-」に参加。
- 2015年 - 8月　京都・岡崎周辺でマルミ光機協力によるワークショップを開催。
- 2015年 - 9月　大阪・南船場ギャラリーアビィにてPHYSICAL GRAFFITI主催・有志展「PHYSICAL GRAFFITI -road. reload-」に参加。
- 2015年 - 11月  大阪・扇町Bodaiju CafeにてPHYSICAL GRAFFITI主催・公募展「PHYSICAL GRAFFITI -Hello-」に参加。

京都・市立植物園で撮影会型ワークショップ「ロリィタ撮影会　悠久乙女蒐集会」を開催。
- 2016年 - 5月　大阪・扇町サイト青山にてPHYSICAL GRAFFITI主催・有志展「写真集の写真展　White Album –light-」に参加。
- 2016年 - 11月  京都・京都御苑で撮影会型ワークショップ「ロリィタ撮影会　悠久乙女蒐集会Ⅱ」を開催。
- 2017年 - 4月　京都・東山区Jabberwock galleryにて二人展「4 you'r eyes only.」を開催。
- 2017年 - 5月　京都・東山区Jabberwock galleryにて個展「Sexual Identity.」を開催。
- 2022年 - 2月　京都・中京区ギャラリー・マロニエにてグループ展「GALA de portraits KYOTO」に招待作家として参加。

- ※主要な展示を除き自身運営ギャラリーでの展示は省略